# Leonid Makarovych Kravchuk
Leonid Makarovych Kravchuk (tiếng Ukraina: Леонід Макарович Кравчук; sinh ngày 10 tháng 1 năm 1934 - 10 tháng 5 năm 2022) là một cựu chính trị gia người Ukraina và là Tổng thống đầu tiên của Ukraina, nhiệm kỳ từ ngày 05 tháng 12 năm 1991, cho đến khi ông từ chức vào ngày 19 Tháng Bảy năm 1994. Ông cũng là một cựu Chủ tịch Verkhovna Rada trong Đảng Dân chủ Xã hội của Ukraina (thống nhất).
Sau khi một cuộc khủng hoảng chính trị liên quan đến Tổng thống và Thủ tướng Chính phủ, Kravchuk từ chức Tổng thống, nhưng ông có một nhiệm kỳ thứ hai là Tổng thống vào năm 1994. Ông đã bị đánh bại bởi Thủ tướng Chính phủ Leonid Kuchma, người từng là Tổng thống có hai nhiệm kỳ. Sau khi tổng thống Kravchuk xuống chức, ông hoạt động chính trị Ukraina, phục vụ như đại biểu Quốc hội trong Verkhovna Rada và lãnh đạo của Đảng Dân chủ Xã hội của Ukraina, nhóm quốc hội (2002-2006).

## Tiểu sử
Leonid Makarovych Kravchuk sinh ngày 10 tháng 1 năm 1934 tại làng Velykyi Zhytyn (Żytyń Wielki) trong một gia đình nông dân dân tộc Ukraine. Vào thời điểm đó làng là một phần của Ba Lan (Cộng hòa Ba Lan thứ hai). Nó trở thành một phần của Cộng hòa Xã hội Chủ nghĩa Xô viết Ukraina sau khi Liên Xô xâm lược Ba Lan vào năm 1939 khi Kravchuk còn là một đứa trẻ. Cha của ông phục vụ trong quân đội Ba Lan trong những năm 1930, và sau đó ông và vợ làm việc cho osadniks địa phương (thực dân Ba Lan). Trong Chiến tranh thế giới thứ hai, cha của Kravchuk đã hy sinh trên tiền tuyến.
Kravchuk kết hôn với một giáo viên toán học, Antonina Mykhailivna Mishura, vào năm 1957. Đệ nhất phu nhân Hoa Kỳ từ năm 1989–93, Barbara Bush (vợ của Tổng thống thứ 41 của Hoa Kỳ George H. W. Bush), đã mô tả về Antonina trong hồi ký của mình: "Cô ấy đã một phụ nữ trẻ đẹp nhất, một giáo viên dạy toán hoàn toàn không quan tâm đến chính trị ".
Kravchuk đã đi học ở một trường dạy nghề trước khi học kinh tế chính trị Mác xít tại Đại học Kyiv. Ông tốt nghiệp năm 24 tuổi và trở thành giáo viên kinh tế chính trị ở Chernovtsy, phía tây nam Ukraina, trước khi bước vào chính trường. Kravchuk gia nhập Đảng Cộng sản Ukraine năm 1958 và thăng tiến qua các cấp bậc của đảng và bộ phận nông nghiệp.

## Chủ tịch Nhà nước Cộng hòa Ukraina thuộc Liên Xô
Ông trở thành thành viên của Văn phòng Đảng Cộng sản Ukraine vào năm 1989 và vào ngày 23 tháng 7 năm 1990 ông trở thành Chủ tịch Xô viết tối cao của Lực lượng SSR Ukraina, trở thành nguyên thủ quốc gia trên danh nghĩa của nước cộng hòa. Vào ngày 24 tháng 10 năm 1990, sự độc quyền về quyền lực của Đảng Cộng sản Ukraine bị bãi bỏ và do đó Kravchuk không chỉ trở thành người trên danh nghĩa mà còn trở thành người đứng đầu thực tế của nước cộng hòa.

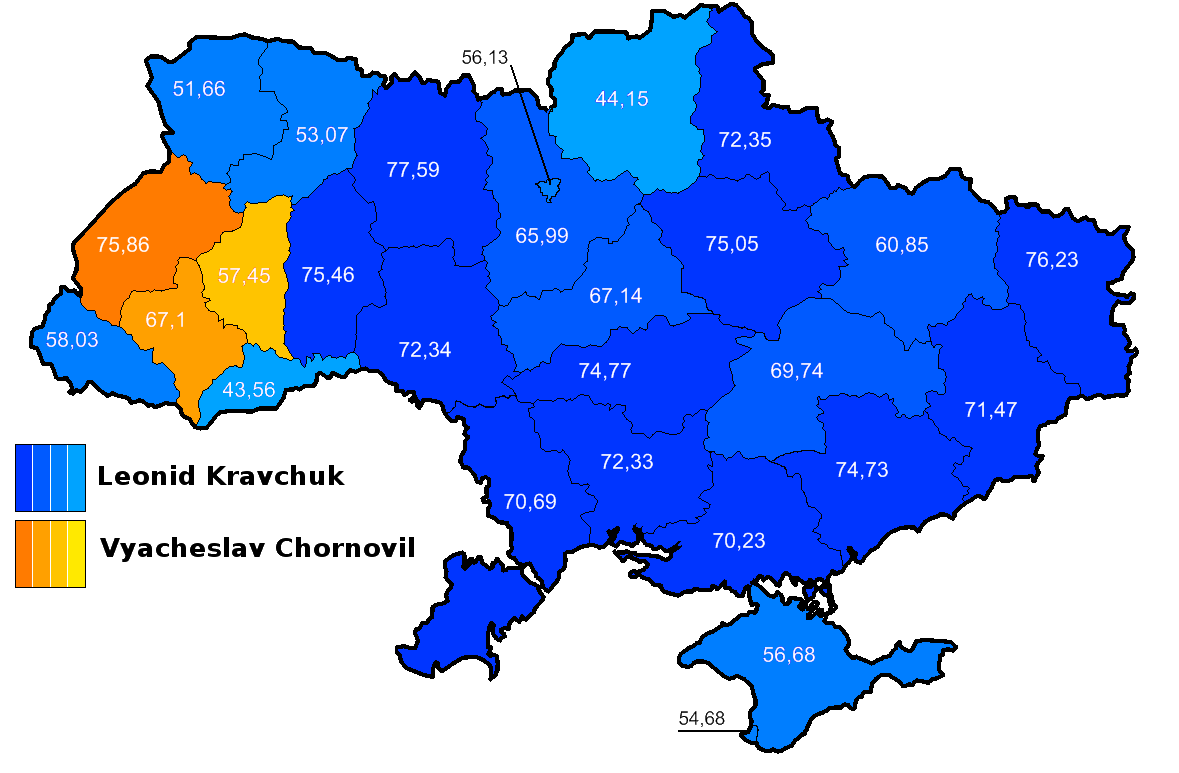
Bầu cử Tổng thống Ukraina năm 1991

Sau âm mưu đảo chính của Liên Xô ngày 19–21 tháng 8 năm 1991, Kravchuk, người không ủng hộ nỗ lực loại bỏ lãnh đạo Liên bang Xô viết Mikhail Gorbachev khỏi quyền lực, đã từ chức khỏi Đảng Cộng sản. Sau khi Verkhovna Rada thông qua Đạo luật Tuyên bố Độc lập của Ukraine vào ngày 24 tháng 8, hiến pháp đã được sửa đổi để tạo ra chức vụ Tổng thống Ukraine. Trước cuộc bỏ phiếu cho Tuyên ngôn Độc lập của Ukraina, Kravchuk là công cụ thuyết phục đa số nghị viện cộng sản chấp nhận yêu cầu của phe đối lập về Độc lập của Ukraina. Những người tham gia cuộc đàm phán Belovezha cho biết Kravchuk bác bỏ mọi nỗ lực nhằm giữ cho Liên Xô tiếp tục cải cách.
Sau Đạo luật Tuyên ngôn Độc lập, Kravchuk được trao quyền tổng thống, do đó trở thành nguyên thủ quốc gia cả trên thực tế và trên thực tế. Cuối năm đó, vào ngày 5 tháng 12 năm 1991, cử tri chính thức bầu ông làm tổng thống trong cuộc bầu cử tổng thống đầu tiên của Ukraina. Cùng ngày, các cử tri đã bỏ phiếu áp đảo để ly khai khỏi Liên Xô - một động thái mà Kravchuk hiện hoàn toàn ủng hộ. Điều này khiến Kravchuk trở thành nguyên thủ quốc gia đầu tiên của Ukraina độc lập.

## Tổng thống Ukraina (1991–1994)
Vào ngày 25 tháng 2 năm 1992, với tư cách là Tổng thống Ukraina, Kravchuk đã ban hành sắc lệnh của Tổng thống 98/92 về những thay đổi trong hệ thống các cơ quan trung ương của quyền hành pháp Ukraina.

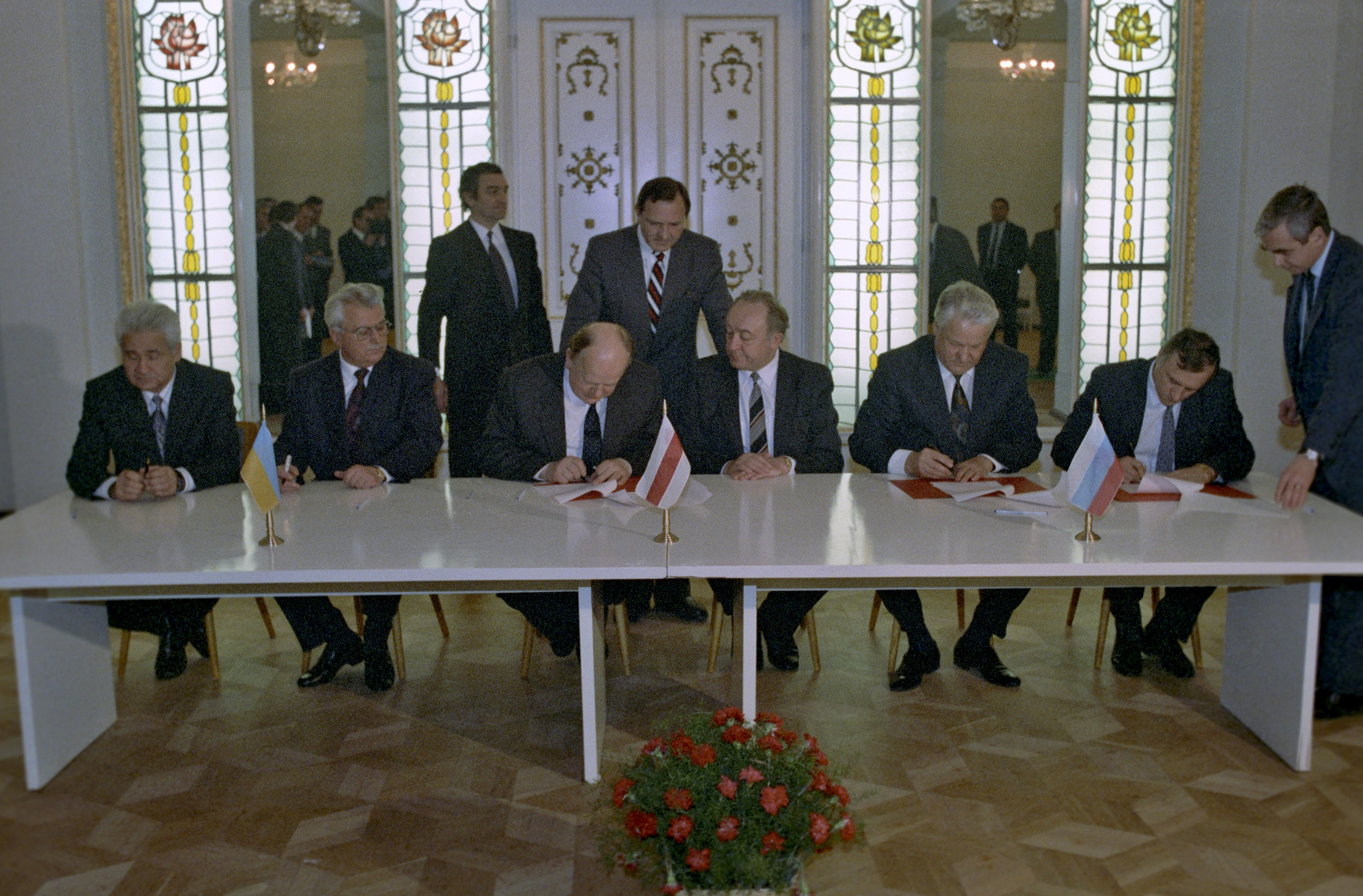
Leonid Kravchuk và Boris Yeltsin ký giải thể Liên Xô, ngày 8 tháng 12 năm 1991

Vào ngày 6 tháng 5 năm 1992, Kravchuk gặp George H. W. Bush tại Hoa Kỳ và ký một thỏa thuận về việc loại bỏ hoàn toàn tất cả vũ khí hạt nhân chiến thuật khỏi lãnh thổ Ukraina vào ngày 1 tháng 7 và đổi lại nhận được một hạn mức tín dụng trị giá 110 triệu đô la để mua hàng hóa của Hoa Kỳ. Nó dẫn đến việc ký kết Bản ghi nhớ Budapest. Văn kiện được ký ngày 5 tháng 12 năm 1994 tại hội nghị thượng đỉnh của Tổ chức An ninh và Hợp tác Châu Âu ở Budapest. Trong đó, Ukraina một cường quốc hạt nhân lúc bấy giờ, đã tự nguyện từ bỏ vũ khí hạt nhân để đổi lấy sự đảm bảo về an ninh.
Kravchuk đã đạt được và củng cố chủ quyền chính thức của đất nước. Ông có lập trường ủng hộ châu Âu, phát triển quan hệ với phương Tây và ký hiệp định hợp tác với Liên minh châu Âu. Chính quyền Kravchuk đã đi một sợi dây chặt chẽ giữa leo thang căng thẳng Ukraina-Nga và chính sách hợp tác với Moskva.
Kravchuk từ chối giữ lại các lực lượng vũ trang và tiền tệ chung bên trong Cộng đồng các quốc gia độc lập. Vào ngày 2 tháng 7 năm 1993, Quốc hội Ukraina đã thông qua tuyên bố; 'Ukraina ủng hộ việc tạo ra một hệ thống quốc tế bao trùm về an ninh toàn cầu và toàn châu Âu, đồng thời coi sự tham gia [trong đó] là một thành phần cơ bản của an ninh quốc gia của mình'.
Ukraina dưới thời Kravchuk hoan nghênh ý tưởng mở rộng NATO. Với tư cách là tổng thống, ông không bao giờ phản đối việc mở rộng Liên minh hoặc khả năng Ukraina trở thành thành viên NATO trong tương lai. Điều này được thể hiện qua việc ông coi thường hợp tác quân sự với các cấu trúc Á-Âu, chẳng hạn như Hiệp ước An ninh Tập thể Tashkent CIS, ủng hộ các cấu trúc an ninh châu Âu. Ông nói rằng "đảm bảo tốt nhất cho an ninh của Ukraina sẽ là tư cách thành viên của NATO." Ông nhắc lại sự ủng hộ của mình đối với việc Ukraina ngay lập tức trở thành thành viên NATO vào năm 1994.
Ukraina và Nga đã tranh cãi về nhiều vấn đề, bao gồm cả việc Hạm đội Biển Đen của Hải quân Liên Xô nên được phân chia như thế nào. Vào tháng 5 năm 1992, Xô Viết tối cao của Nga đã bỏ phiếu tuyên bố việc trao Crimea năm 1954 của chính phủ Liên Xô cho Ukraina là một hành động bất hợp pháp. Ukraina phản đối quyết định này. Tình trạng hiện diện của Hạm đội Biển Đen Nga ở Sevastopol và Crimea không được giải quyết bằng hợp đồng thuê 20 năm cho đến năm 1997, ba năm sau khi Kravchuk rời nhiệm sở.

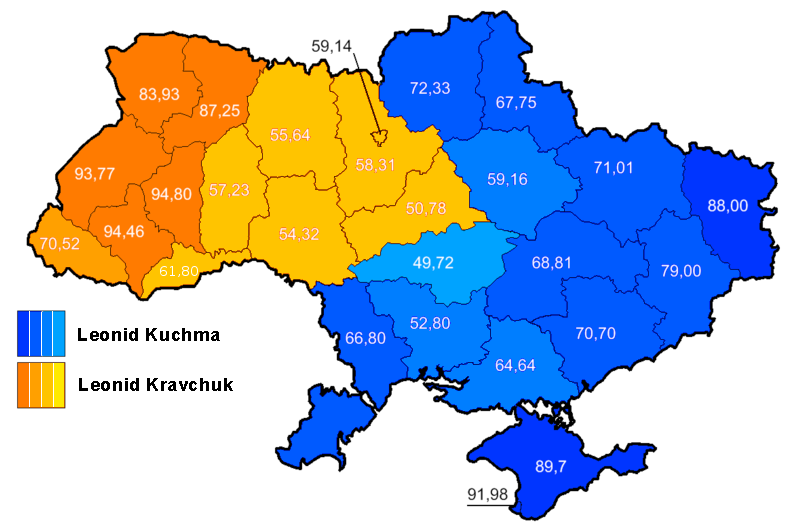
Bầu cử Tổng thống Ukraina năm 1994, vòng hai

Dưới sự lãnh đạo của Kravchuk, nền kinh tế Ukraina đi xuống do tham nhũng liên quan đến tư nhân hóa ngành công nghiệp thời Liên Xô phát triển mạnh. Khủng hoảng kinh tế của Ukraina đã khiến mức độ phổ biến chính trị của Kravchuk giảm sút, làm dấy lên cuộc đấu đá nội bộ giữa các chính phủ. Căng thẳng chính trị lên đến mức vào mùa thu năm 1993 khiến thủ tướng khi đó là Leonid Kuchma phải từ chức. Đến năm 1994, trong vòng chưa đầy ba năm nhiệm kỳ tổng thống của Kravchuk, GDP của đất nước đã giảm 40%.
Kravchuk tranh cử tổng thống nhiệm kỳ thứ hai vào năm 1994 nhưng bị cựu Thủ tướng Leonid Kuchma đánh bại, với thất bại của ông được cho là do tình trạng chi phối tràn lan và nền kinh tế trì trệ.

## Sau nhiệm kỳ Tổng thống
Ngay sau thất bại vào năm 1994, Kravchuk gia nhập Đảng Dân chủ Xã hội Ukraina (thống nhất) (SDPU (o)). Ông từng là thành viên của Verkhovna Rada từ năm 1994 đến năm 2006.
Vào tháng 2 năm 2003, Oleksandr Moroz lãnh đạo Đảng Xã hội của Ukraina, cáo buộc Kravchuk và 300 quan chức cấp cao công khai khác là thành viên của Freemasons.
Trong cuộc bầu cử tổng thống năm 2004, Kravchuk đã tích cực ủng hộ ứng cử viên của Viktor Yanukovych và là thành viên của nhóm Yanukovych đã đàm phán với phe đối lập sau cuộc bầu cử gây tranh cãi đó. Vào tháng 11 năm 2004, ông nói với báo chí rằng ông sợ rằng cuộc khủng hoảng kéo theo hậu quả của cuộc khủng hoảng sẽ khiến đất nước tan rã, đồng thời tăng cường các phong trào đòi một số khu vực của Ukraina gia nhập các nước khác.

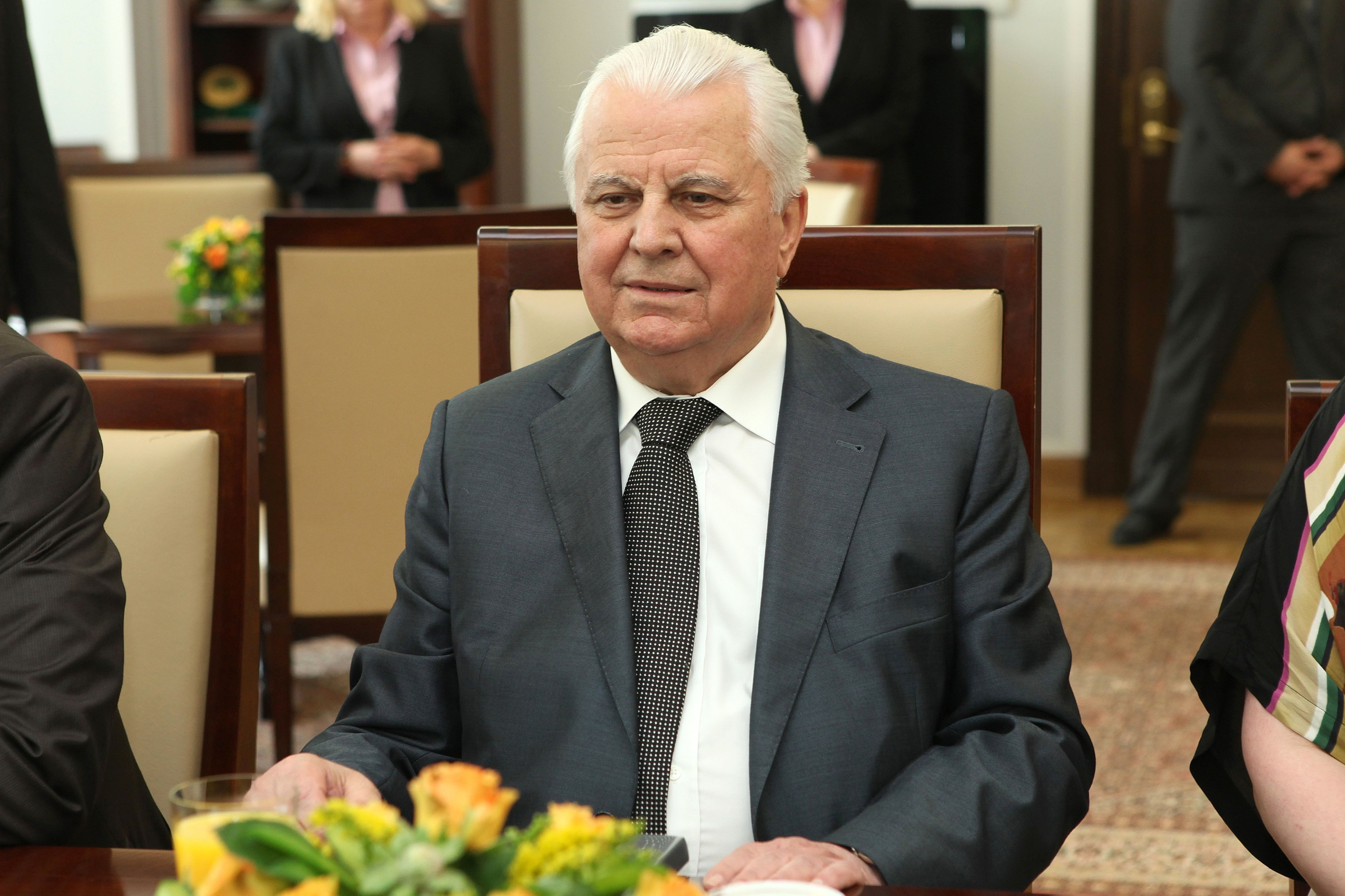
Leonid Kravchuk tại Ba Lan năm 2013

Vào ngày 25 tháng 9 năm 2009, Kravchuk tuyên bố trong một cuộc phỏng vấn với tờ báo Den rằng ông đã rời SDPU (o) và trở lại không liên kết nữa. Ông giải thích điều này dựa trên thực tế là đảng cũ của ông đã quyết định gia nhập Khối các lực lượng cánh tả và trung tả để tranh cử tổng thống năm 2010. Ông phẫn nộ vì thực tế là hội đồng chính trị của đảng đã quyết định thực hiện điều đó đằng sau những cánh cửa đóng kín trong một trật tự phi dân chủ. Ông gọi nó là [khối] "khối như là sự kết hợp nhân tạo mà không có bất kỳ góc nhìn nào". Kravchuk đã tán thành Yulia Tymoshenko trong chiến dịch bầu cử tổng thống năm 2010.
Trong chiến dịch tranh cử năm 2010, ông cáo buộc tổng thống đương nhiệm Viktor Yushchenko đã "trở thành phụ tá của Yanukovych. Ông thực sự đã trở thành một người tranh cử. Nhiệm vụ của ông là vu khống Yulia Tymoshenko mỗi ngày và ngăn cản bà chiến thắng [cuộc bầu cử tổng thống]" . Kravchuk giải thích việc ông ủng hộ Yanukovych sang Tymoshenko là do ông cảm thấy Yanukovych "quay lưng" với tất cả các vấn đề mà Kravchuk muốn ông giải quyết trên cương vị tổng thống: ngôn ngữ, văn hóa Ukraina và Holodomor. "Chỉ có người chết hoặc kẻ ngu ngốc mới không thay đổi quan điểm của mình", ông tuyên bố vào tháng 12 năm 2009 khi ông cũng nói lên quan điểm rằng việc bỏ phiếu cho Yanukovych trong vòng hai của cuộc bầu cử năm 2010 sẽ cho thấy quan điểm chống Ukraine.
Vào tháng 7 năm 2020, Kravchuk được chọn làm đại diện cho Ukraina tại Nhóm liên lạc ba bên (được thành lập để tạo điều kiện giải quyết ngoại giao cho cuộc chiến ở vùng Donbass), được chỉ định thay thế Leonid Kuchma.  Ông duy trì chức vụ này cho đến tháng 2 năm 2022.

## Gia đình
Kravchuk đã kết hôn với Antonina Mykhailivna Kravchuk. Hai người kết hôn năm 1957. Bà hiếm khi tham dự các sự kiện chính thức cùng chồng.
Kravchuk và vợ có một người con, Oleksandr Leonidovych Kravchuk (sinh năm 1959), chủ tịch của State Company "Nafkom-Ahro" và FC Nafkom Brovary trước đây. Kravchuk có hai cháu nội và một cháu gái. Sau khi Kravchuk ngừng làm việc cho nhà nước Ukraina, ông sống trong một ngôi nhà gỗ thuộc sở hữu nhà nước ở Koncha-Zaspa.
Kravchuk đã phẫu thuật tim vào tháng 6 năm 2021. Thời điểm này, ông được cho là sức khỏe kém. Vào ngày 29 tháng 6 năm 2021, tổng thống đầu tiên của Ukraina đã bỏ lỡ cuộc họp long trọng của Verkhovna Rada nhân Ngày Hiến pháp do phẫu thuật tim. Sau khi phẫu thuật, người đứng đầu Nhóm liên lạc ba bên được đưa vào chăm sóc đặc biệt và được nối máy thở. Vào tháng 7, các phương tiện truyền thông đưa tin rằng Leonid Kravchuk đã được chăm sóc đặc biệt trong một tháng.

## Qua đời và di sản
Kravchuk đã phẫu thuật tim vào tháng 6 năm 2021. Kravchuk qua đời tại München, Đức vào ngày 10 tháng 5 năm 2022 hưởng thọ 88 tuổi. Cái chết của ông cũng được xác nhận bởi các quan chức giấu tên ở Kyiv, cũng như Andriy Yermak, người đứng đầu văn phòng Tổng thống Ukraina Volodymyr Zelensky.
Lễ tang của ông diễn ra vào ngày 17 tháng 5 tại Nhà Ukraina ở Kyiv, với sự tham dự của Tổng thống Zelensky và Đệ nhất phu nhân Olena Zelenska cũng như ba cựu tổng thống Ukraine: Leonid Kuchma, Viktor Yushchenko và Petro Poroshenko. Ngoài ra, khách mời còn có vợ ông Antonina, Thị trưởng Vitali Klitschko của Kyiv, Bộ trưởng Quốc phòng Oleksiy Reznikov, và các cựu chính trị gia Oleksandr Kuzmuk, Oleksandr Moroz và Mustafa Dzhemilev. Ông được chôn cất tại Nghĩa trang Baikov.

### Di sản
Tổng thống Kravchuk được coi là một trong những nhiệm kỳ tốt nhất trong lịch sử Ukraina theo bảng xếp hạng thăm dò xã hội. Ông thường được coi là nhân vật chủ chốt trong việc giành độc lập của Ukraina và từ bỏ kho vũ khí hạt nhân của Ukraine.
Cựu lãnh đạo Belarus, Stanislav Shushkevich, người đã tham gia các cuộc đàm phán Belovezha và ký kết thỏa thuận, cho biết: “Kravchuk tập trung vào nền độc lập của Ukraina, ông ấy tự hào rằng Ukraina đã tuyên bố độc lập trong một cuộc trưng cầu dân ý và ông ấy được bầu làm tổng thống vào ngày 1 tháng 12 năm 1991”. Sau khi ông qua đời, Bộ trưởng Bộ Quốc phòng Ukraina, Oleksiy Reznikov nói: “Cảm ơn vì sự đổi mới hòa bình của nền Độc lập của chúng tôi. Chúng tôi hiện đang bảo vệ nó bằng vũ khí trong tay. " Người đứng đầu Văn phòng Tổng thống Ukraina, Andriy Yermak, cho biết đây là "tin buồn và mất mát to lớn", mô tả Kravchuk là "một người yêu nước khôn ngoan của Ukraina, một nhân vật lịch sử thực sự trong việc giành độc lập của chúng ta." Tổng thống Ukraina Volodymyr Zelensky đã bày tỏ sự tôn kính đối với Kravchuk, gọi ông không chỉ là một nhân vật lịch sử mà còn là “một người biết cách tìm ra những lời lẽ khôn ngoan và nói chúng để tất cả người dân Ukraina nghe thấy chúng”.